# Верхлесье (Брестская область)
Верхле́сье (бел. Вярхлессе) — деревня в Барановичском районе Брестской области Белоруссии. Входит в состав Полонковского сельсовета. Население — 30 человек (2019).

## География
Деревня расположена в 39 км по автодорогам к западу-северо-западу от города Барановичи, в 18 км по автодорогам к северо-западу от центра сельсовета, деревни Полонка, у границы с Слонимским районом Гродненской области. К югу от деревни протекает река Синичка. Есть кладбище, до недавнего времени действовал магазин.

## История
Упоминается на карте Шуберта первой половины XIX века. В 1905 году — деревня Люшневской волости Слонимского уезда Гродненской губернии, 188 жителей.
С 1921 года в составе межвоенной Польши, в гмине Молчадь Слонимского, с 1926 года — Барановичского повета Новогрудского воеводства. По переписи 1921 года здесь числилось 24 жилых здания, в которых проживало 134 человека (75 мужчин, 59 женщин), все белорусы (по вероисповеданию — 133 православных и 1 римский католик).
С 1939 года в составе БССР. С 15 января 1940 года в Новомышском районе Барановичской, с 8 января 1954 года Брестской области, 8 апреля 1957 года район переименован в Барановичский. С конца июня 1941 до июля 1944 года была оккупирована немецко-фашистскими захватчиками. На фронтах войны погибло семь сельчан.
До 1985 года входила в состав Перховичского сельсовета.

## Население
По состоянию на 1 января 2023 года в деревне проживал 21 человек в 14 хозяйствах, из них 13 в трудоспособном возрасте и 8 старше трудоспособного возраста.
| Численность населения (по переписи) | Численность населения (по переписи) | Численность населения (по переписи) | Численность населения (по переписи) | Численность населения (по переписи) | Численность населения (по переписи) | Численность населения (по переписи) |
| 1905                                | 1921                                | 1939                                | 1959                                | 1999                                | 2009                                | 2019                                |
| ----------------------------------- | ----------------------------------- | ----------------------------------- | ----------------------------------- | ----------------------------------- | ----------------------------------- | ----------------------------------- |
| 188                                 | ↘134                                | ↗353                                | ↘273                                | ↘96                                 | ↘62                                 | ↘30                                 |